# Virjilio Griggs
Virjilio Griggs (* 15. Juni 1994 in Panama-Stadt) ist ein panamaischer Sprinter.

## Sportliche Laufbahn
Erste Erfahrungen bei internationalen Meisterschaften sammelte Virjilio Griggs Zentralamerika- und Karibikspielen 2014 in Xalapa, bei denen er im 100-Meter-Lauf mit 10,82 s in der ersten Runde ausschied, wie auch über 200 Meter mit 21,49 s. Im Jahr darauf erreichte er bei den Südamerikameisterschaften in Lima in 21,65 s den sechsten Platz im 200-Meter-Lauf. 2017 gewann er dann bei den Südamerikameisterschaften in Luque in 21,11 s die Bronzemedaille hinter dem Kolumbianer Bernardo Baloyes und Álvaro Cassiani aus Venezuela. Bei den anschließenden Zentralamerikameisterschaften in Tegucigalpa gewann er in 21,39 s die Silbermedaille. Im selben Jahr nahm er an den Juegos Bolivarianos in Santa Marta und den Zentralamerikaspielen in Managua teil, sowie in den kommenden Jahren an den Südamerikaspielen und den CAC-Spielen sowie an den Panamerikanischen Spielen und den Hallensüdamerikameisterschaften und gewann dort auch Medaillen. 2020 wurde er von der Athletics Integrity Unit (AIU) rückwirkend seit November 2017 gesperrt und alle Ergebnisse annulliert. Grund war, dass Griggs eigene Ergebnisse fälschte, um so die Qualifikation für die Weltmeisterschaften 2017 in London zu erfüllen.

## Persönliche Bestzeiten
- 100 Meter: 10,43 s (+1,3 m/s), 17. Juni 2016 in San Marcos
  - 60 Meter (Halle): 6,82 s, 8. Februar 2014 in Crete
- 200 Meter: 20,82 s (+0,5 m/s), 25. März 2017 in San Antonio
  - 200 Meter (Halle): 21,95 s, 3. Februar 2017 in New York City